# Khyal
Khyal, auch Khayal, Kheyal, Hindi ख़्याल, Urdu خیال, ist der beliebteste klassische Gesangs- und Instrumentalstil der nordindischen Musik. Das Wort khyal stammt ursprünglich aus dem Arabischen (خَيَال, DMG ḫayāl ‚Idee, Vorstellung, Phantasie‘) und wurde im Zuge der Übernahme des Persischen als Hof- und Kanzleisprache der Mogulherrscher in dessen etwas abweichender Aussprache nach Indien transportiert. Im Unterschied zum älteren strengeren Dhrupad-Stil erlaubt der im 18. Jahrhundert popularisierte Khyal dem Musiker größere Freiheiten, er wirkt fließender und eleganter.

## Geschichte
Es gibt alte Volksliedformen und in Rajasthan ein Volksschauspiel, die als Khyal bezeichnet werden. Der Ursprung des Stils ist unklar, muslimische Einwanderer aus Persien oder Zentralasien könnten ältere indische Formen aufgegriffen und mit dem religiösen Gesangsstil Qawwali vermischt haben. Als möglicher Urheber wird Amir Chosrau (1253–1325) genannt. Es entwickelten sich zwei Stilrichtungen dieser muslimischen Gesänge: im 14. Jahrhundert die religiösen qaval-gharana des Amir Chosrau und die eher weltlichen kalavanta-gharana von Baiju Bavra und Brj Chand, die im 16. Jahrhundert Schüler von Swami Haridasa und Suradasa (Surdas) waren. Ein weiterer Einfluss könnten die pachda gewesen sein, auf Hindustani von Frauen gesungene Liebeslieder. Manche Autoren lehnen den persischen Einfluss gänzlich ab; der Sanskritgelehrte Jaideva Singh (1893–1986) führte den ornamentalen Gesangsstil auf sadharana giti („allgemeiner Stil des Gesangs“) zurück, einen Begriff in Bharata Munis um die Zeitenwende verfassten Natyashastra. Seine klassische Prägung erhielt der Khyal von Niyamat Khan (genannt Sadarang) und seinem Neffen Firoz Khan (genannt Adarang), Musikern am Hof des Mogulherrschers Muhammad Shah (reg. 1719–1748). Vermutlich nicht vor dem 18. Jahrhundert entstand die Einteilung der Musik in Stilrichtungen, die von verschiedenen Gharanas (Musiktraditionen) repräsentiert werden.

## Form
Die Textgattung Khyal handelt von Liebe, der Gottesliebe (Bhakti) in Verbindung mit den Abenteuern Krishnas oder von der Verehrung heiliger Muslime. Der musikalische Stil gehört in der klassischen indischen Musik zu nibaddha sangita (nibaddha, sanskrit „festgelegt, eingezwängt“, sangita, „Musik“), einer geschlossenen Form, bei der ein poetischer Text (pada), eine Tonfolge (raga) und ein Rhythmusmuster (tala) auf eine bestimmte Art miteinander verbunden ist. Das frei improvisierte Vorspiel zu Beginn von Khyal oder Dhrupad heißt anibaddha. Zu den nibbaddha sangitas der nordindischen Musik zählen neben dem Khyal der Dhrupad, der im 15. oder 16. Jahrhundert seine heutige Form erhielt, der leichte lyrische Stil Thumri und Tappa, ein Ende des 18. Jahrhunderts entwickelter klassischer Stil.
Ein Khyal beginnt mit einem Alap, in dem der Raga vorgestellt und bedeutungslose Tonsilben (tanas) zur Verzierung der Melodie gesungen werden. Es folgen die beiden festgelegten Teile des Khyal sthayi („stabil“,auch asthayi) und antara. Im ersten Teil bewegen sich die Melodieformen in den unteren und mittleren Stimmlagen und enden in derselben Phrase. Den folgenden antara trägt der Sänger in einer höheren Stimmlage vor.
Zwei Arten von Khyal werden unterschieden: der große langsame bada khyal, auch vilambit khyal oder dhima khyal (dhima, „langsam“), der mit dem Dhrupad verwandt ist, und der kleine Khyal, chhota khyal oder drut khyal (drut, „schnell“), der meist nach dem langsamen Khyal gespielt wird.
Der Sänger wird häufig melodisch von der Streichlaute sarangi oder einem Harmonium unterstützt, für den Rhythmus sorgt das Kesseltrommelpaar tabla. Manche Sänger spielen nebenbei die Kastenzither swarmandal. Instrumentale Khyals werden meist auf der Langhalslaute sitar gespielt.